# Ordre du Bain
Pour les articles homonymes, voir Bain.
Vous lisez un « bon article » labellisé en 2008.
Le très honorable ordre du Bain (en anglais : The Most Honourable Order of the Bath) est le troisième ordre de chevalerie britannique dans l'ordre de préséance. Il est principalement décerné aux militaires ainsi qu'à certains fonctionnaires de haut rang,. L'ordre a été fondé par le roi George Ier de Grande-Bretagne, le 18 mai 1725. Son nom provient de la cérémonie médiévale d'adoubement qui comportait un bain, symbolisant la purification, après lequel le récipiendaire devenait « chevalier du Bain ».
Ce rituel a été initialement institué en 1399, par Henri IV d'Angleterre, lorsque ses 36 écuyers ont pris un bain en sa compagnie, après avoir veillé toute la nuit qui précédait son sacre. Ce n'est cependant qu'avec George Ier que les chevaliers furent élevés en ordre militaire régulier. L'ordre n'avait jamais réellement existé précédemment en tant que corps de chevaliers gouverné par des statuts et avec un nombre fixe de chevaliers,.
À l'origine, l'ordre s'appelait le « très honorable ordre militaire du Bain » (The Most Honourable Military Order of the Bath). Le terme « militaire » a été supprimé par la reine Victoria en 1847.

## Histoire

### Les chevaliers du Bain

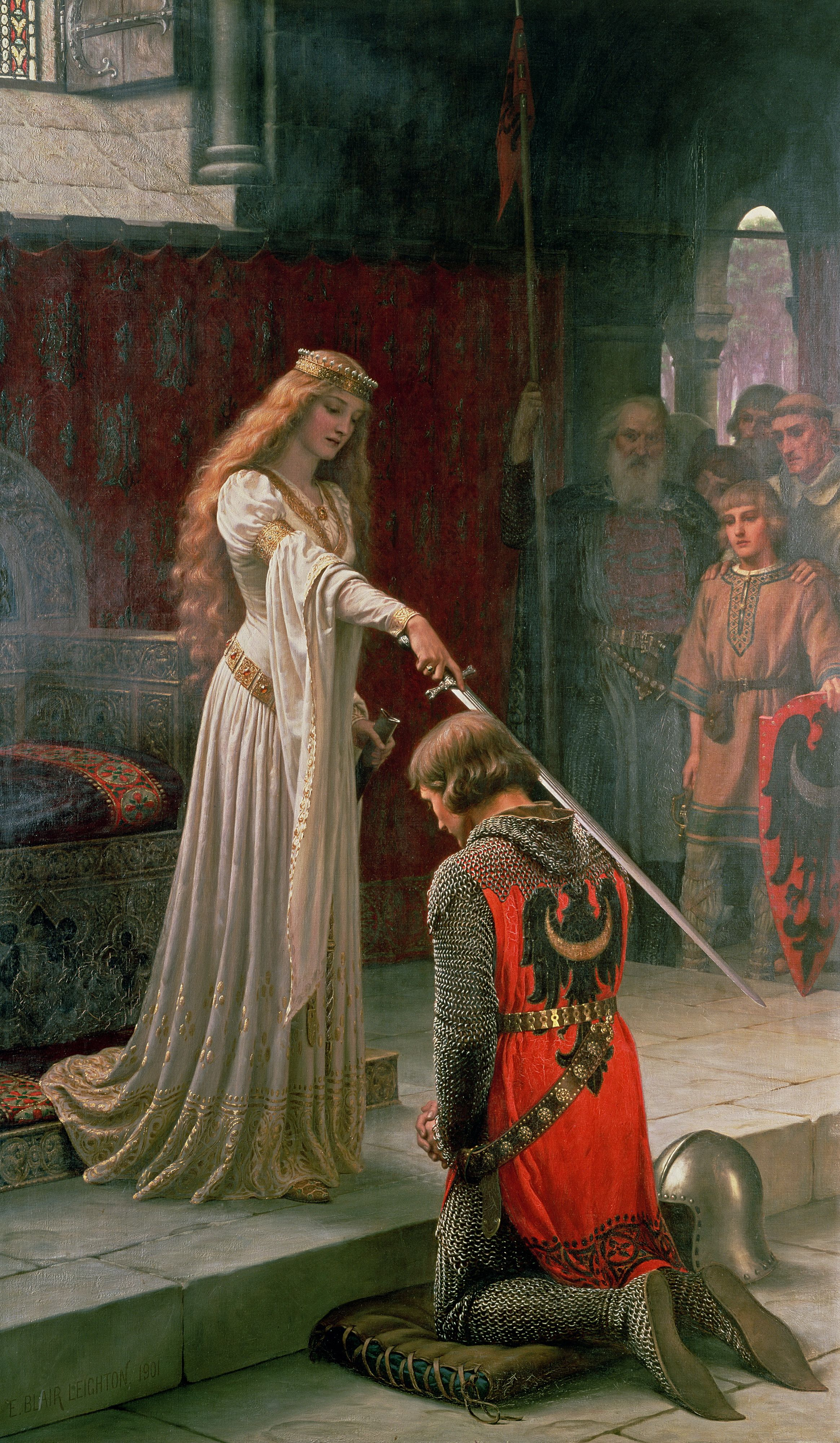
Peinture d'Edmund Leighton, montrant l'accolade reçue par le chevalier.

Au Moyen Âge, la chevalerie était souvent associée à des cérémonies élaborées. Elles impliquaient généralement la prise d'un bain rituel et symbolique, pendant lequel le récipiendaire était instruit des devoirs liés au statut de chevalier. Il était ensuite mis au lit afin de se sécher. Vêtu d'une robe spéciale, il était ensuite mené en musique à la chapelle où il passait la nuit à veiller. À l'aube, il se confessait et assistait à une messe, avant de se retirer pour dormir jusqu'au lever du soleil. Il était alors conduit devant le roi qui, après avoir ordonné à deux chevaliers d'attacher les éperons sur les talons du nouveau chevalier, passait une ceinture autour de sa taille avant de lui donner un coup sur la nuque (avec sa main, ou avec une épée) faisant de lui un chevalier. C'était cette accolade qui constituait l'acte essentiel de l'adoubement. Il existait également une cérémonie plus simple où le titre de chevalier était conféré juste en frappant ou en touchant le chevalier-en-devenir sur l'épaule, à l'aide d'une épée. On parlait alors de « chevalier d'épée » ou de « chevalier du tapis ». La cérémonie complète était habituellement réservée aux hommes provenant de familles éminentes.
Depuis le couronnement de Henri IV, en 1399, les cérémonies complètes étaient réservées pour les grandes occasions, telles que les couronnements, l'investiture du prince de Galles ou des ducs et les mariages royaux. Les chevaliers continuaient d'être adoubés par la cérémonie simplifiée. La dernière occasion au cours de laquelle des chevaliers du Bain ont été adoubés était le couronnement de Charles II en 1661.
Depuis 1625, ou peut-être depuis le règne de Jacques Ier, les chevaliers du Bain avaient pour devise : Tria iuncta in uno (« Les trois réunis en un seul » en latin), et portaient un badge avec trois couronnes à l'intérieur d'un ovale en or massif. Ces deux références furent par la suite adoptées par l'ordre du Bain. Leur symbolique reste cependant obscure. Les « trois réunis en un » pourraient faire référence aux royaumes d'Angleterre, d'Écosse et, pour le troisième, la France ou l'Irlande, qui étaient des possessions (ou une revendication pour la France) des monarques britanniques. Cela pourrait correspondre aux trois couronnes du badge. Une autre explication de la devise fait référence à la Sainte Trinité. Nicolas cite une source (avec scepticisme) qui affirme qu'avant Jacques Ier, la devise était « Tria numina iuncta in uno » (« trois puissances/dieux en une »), mais depuis le règne de Jacques Ier, le terme numina a été abandonné. La devise est alors comprise dans le sens « Tria [regna] iuncta in uno » (« trois royaumes réunis en un »).

### Fondation de l’ordre

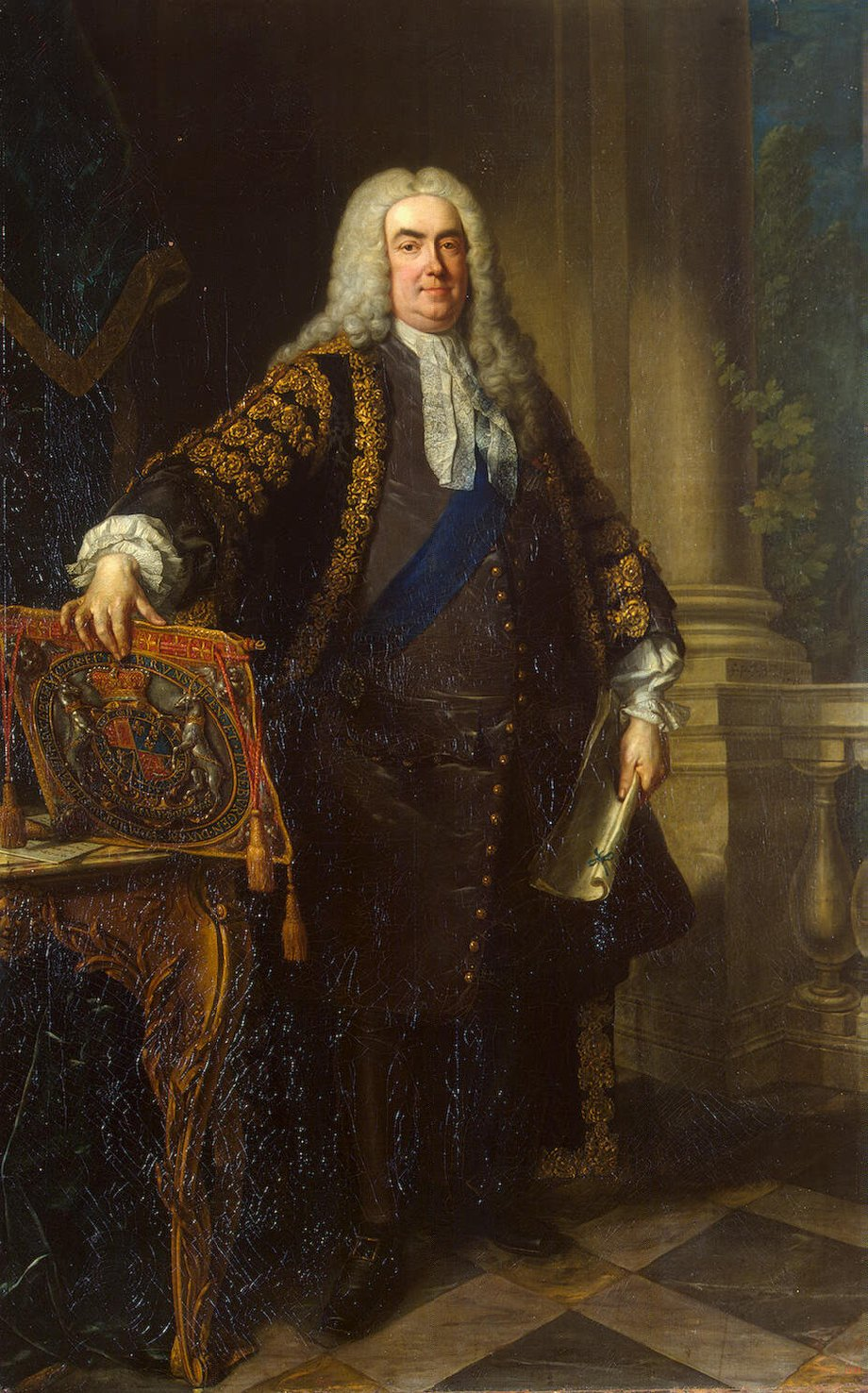
Sir Robert Walpole, le premier Premier ministre à s'être servi de l'ordre à des fins politiques.

Le premier à avoir modifié le fonctionnement de l'ordre fut John Anstis, le roi d'armes de l’ordre de la Jarretière, le plus haut poste héraldique d'Angleterre. Sir Anthony Wagner, un récent officier de la Jarretière, a décrit les motivations d'Anstis :

« C'était l'avis de Martin Leake que les problèmes et l'opposition qu'Anstis a rencontré lors de son entrée au sein de la Jarretière l'ont rendu amer envers les hérauts. Quand il réussit enfin en 1718, il fit de l'agrandissement de son office à leurs frais son objectif principal. Il est clair du moins qu'il réussit à se rendre indispensable auprès du Earl Marshal, ce qui n'était pas difficile, leurs visions politiques étant similaires et leur amitié déjà établie. Il sut également se rendre indispensable à Sir Robert Walpole et au gouvernement Whig, ce qui n'a probablement pas été chose aisée quand on sait son attachement au prétendant au trône et les circonstances dans lesquelles il a intégré son office… L'objectif principal de l'action d'Anstis, par la suite, a été la renaissance ou l'établissement de l'ordre du Bain afin probablement de s'assurer les bonnes grâces du tout-puissant premier ministre Walpole. »

Au XVIIIe siècle, l'usage des honneurs différait considérablement du système honorifique actuel dans lequel des centaines, voire des milliers, de personnes reçoivent chaque année des honneurs sur la base du mérite. À l'époque, les seuls honneurs disponibles étaient des pairies et des baronnies héréditaires, la chevalerie ainsi que l’ordre de la Jarretière (ou l’ordre du Chardon pour des Écossais), lesquels n'étaient pas attribués en grand nombre (la Jarretière et le Chardon sont limités respectivement à vingt-quatre et seize membres vivants). L'environnement politique était également très différent :

« Le Souverain était encore une puissance sur laquelle il fallait compter, au XVIIIe siècle. La cour demeurait le centre du monde politique. Le roi était limité par le fait qu'il devait choisir des ministres pouvant disposer d'une majorité au Parlement, mais finalement le choix demeurait le sien. Le chef d'une administration devait malgré tout conserver la confiance personnelle et l'approbation du roi. Une administration n'était suivie par le Parlement que dans le cas où elle était capable d'accorder des positions de précédence, des pensions et d'autres marques de faveur royale aux défenseurs du gouvernement. »

L'attrait du nouvel ordre pour Walpole résidait dans le fait qu'elle fournirait une source de telles faveurs pour renforcer sa position politique. Étant d'accord avec la proposition de Walpole, George Ier commissionna Anstis pour rédiger de nouveaux statuts pour l'ordre du Bain. Comme précisé précédemment, il adopta la devise et l'insigne utilisés par les chevaliers du Bain, ainsi que la couleur du ruban et du manteau, et la cérémonie d'intronisation. Le reste des statuts a été en grande majorité basé sur ceux de l'ordre de la Jarretière, dont il était officier (en tant que Roi des armes). L'ordre a été fondé par lettre patente visée par le « grand sceau », en date du 18 mai 1725, et les statuts ont été publiés la semaine suivante,.
À l'origine, l'ordre était composé du souverain, d'un chevalier principal (un prince de sang royal), d'un grand maître et de trente-cinq chevaliers-compagnons. L'ordre désignait sept officiers (voir ci-dessous), ce qui présentait une autre source de parrainage politique, puisqu'il s'agissait de sinécures à la disposition du grand maître et financées par les redevances des chevaliers. Malgré le fait que l'ordre était présenté comme un ordre militaire, très peu d'officiers militaires figuraient au rang des membres à sa création. Lors de la création de l'ordre, celui-ci pouvait être décomposé en catégories comme suit (certains pouvaient appartenir à plus d'une catégorie) : quatorze membres de la Chambre des communes, onze membres de la cour ou des sinécures royales, quatre diplomates, trois membres de la famille Walpole (dont le Premier ministre), trois officiers de la British Army ou de la Royal Navy, deux pairs irlandais et deux gentlemen-farmers nommés par la Cour.

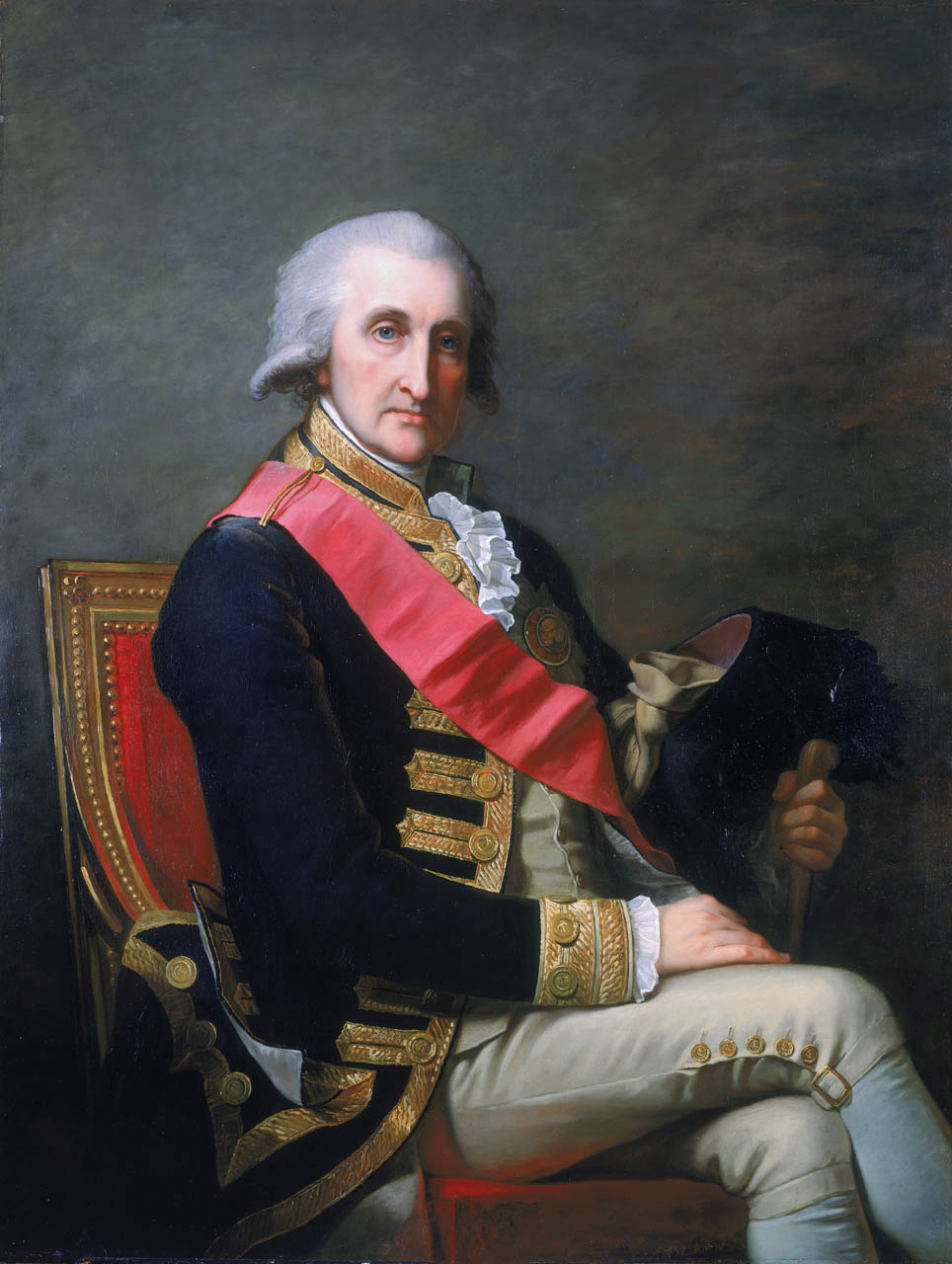
L'amiral George Rodney (nommé chevalier-compagnon en 1780) portant le ruban et l'étoile de l'ordre.

La majorité des nouveaux chevaliers-compagnons ont été adoubés par le roi et investis avec leur ruban et leur insigne, le 27 mai 1725. Bien que les statuts prévoyaient que l'investiture des chevaliers se déroule lors d'une cérémonie médiévale complète, celle-ci n'a jamais été effectuée. D'ailleurs, il est probable qu'il n'en fut jamais question car les statuts d'origine contenaient une disposition permettant au grand maître d'éviter cette formalité pour le chevalier-compagnon. Les chevaliers d'origine ont ainsi été dispensés de toutes cérémonies médiévales à l'exception de celle de l'Initiation, qui s'est déroulée dans la chapelle de l'ordre, la chapelle de Henry VII dans l'abbaye de Westminster, le 17 juin 1725. Ceci a créé un précédent qui a, dès lors, été suivi jusqu'en 1812, après quoi l'Initiation fut également exemptable, jusqu'à sa réapparition au XXe siècle. Les cérémonies sont cependant demeurées dans les statuts jusqu'en 1847.
Bien que les nominations initiales de l'ordre aient été en grande partie politiques, à partir des années 1770, les nominations ont été de plus en plus motivées par le mérite naval, militaire ou diplomatique. Ceci s'explique en partie par les conflits que la Grande-Bretagne a connus pendant cette période,. La guerre d'indépendance espagnole a eu comme conséquence une telle recrudescence de candidats potentiels que les statuts durent être modifiés pour permettre la nomination de chevaliers supplémentaires en temps de guerre. Ceux-ci étaient donc en dehors du cadre fixant un nombre restreint de chevalier dans l'ordre. Un autre statut avait été émis quatre-vingts ans plus tôt, rendant obligatoire pour chaque chevalier de fournir et soutenir quatre hommes d'armes, en cas de besoin, pendant une période ne pouvant excéder 42 jours par an, pour intervenir sur tout le territoire national. Cette compagnie était alors dirigée par le grand maître qui devait, lui, fournir quatre trompettistes et huit officiers (cette disposition n'a cependant jamais été invoquée).

### La restructuration de 1815
En 1815, avec la fin des guerres napoléoniennes, le prince régent (le futur George IV) a étendu l'accès à l'ordre du Bain 

« afin que les officiers qui ont eu l'opportunité de se distinguer par d'éminents services lors de la dernière guerre, puissent partager les honneurs dudit ordre et que leur nom reste gravé pour la postérité, accompagné des marques de distinction qu'ils ont noblement méritées. »

L'ordre consistait alors de trois classes : les chevaliers grand-croix, les chevaliers commandeurs et les compagnons. Les chevaliers compagnons qui existaient précédemment (au nombre de 60) sont devenus chevaliers grand-croix. Cette classe était limitée à 72 membres, dont douze promus au titre de services diplomatiques ou civils. Les membres militaires devaient avoir au moins le grade de Major General ou de Rear Admiral. Les chevaliers commandeurs étaient 180, sans compter les étrangers à la tête de commissions britanniques dont dix pouvaient être promus au rang de chevalier commandeur honoraire. Ils devaient alors au minimum avoir un grade de lieutenant-colonel ou de Post-Captain. Par contre, le nombre de compagnons n'était pas fixé, mais ils devaient avoir reçu une médaille honorifique ou avoir été mentionnés dans une dépêche depuis le début de la guerre, en 1803. Une liste de presque 500 noms a alors été publiée. Lors de cette restructuration, deux officiers supplémentaires ont été instaurés : le « Officer of arms » et un secrétaire dédié aux chevaliers commandeurs et aux compagnons La forte augmentation du nombre de membres a provoqué quelques plaintes car une si forte expansion réduisait le prestige de l'ordre.

### L'ère victorienne

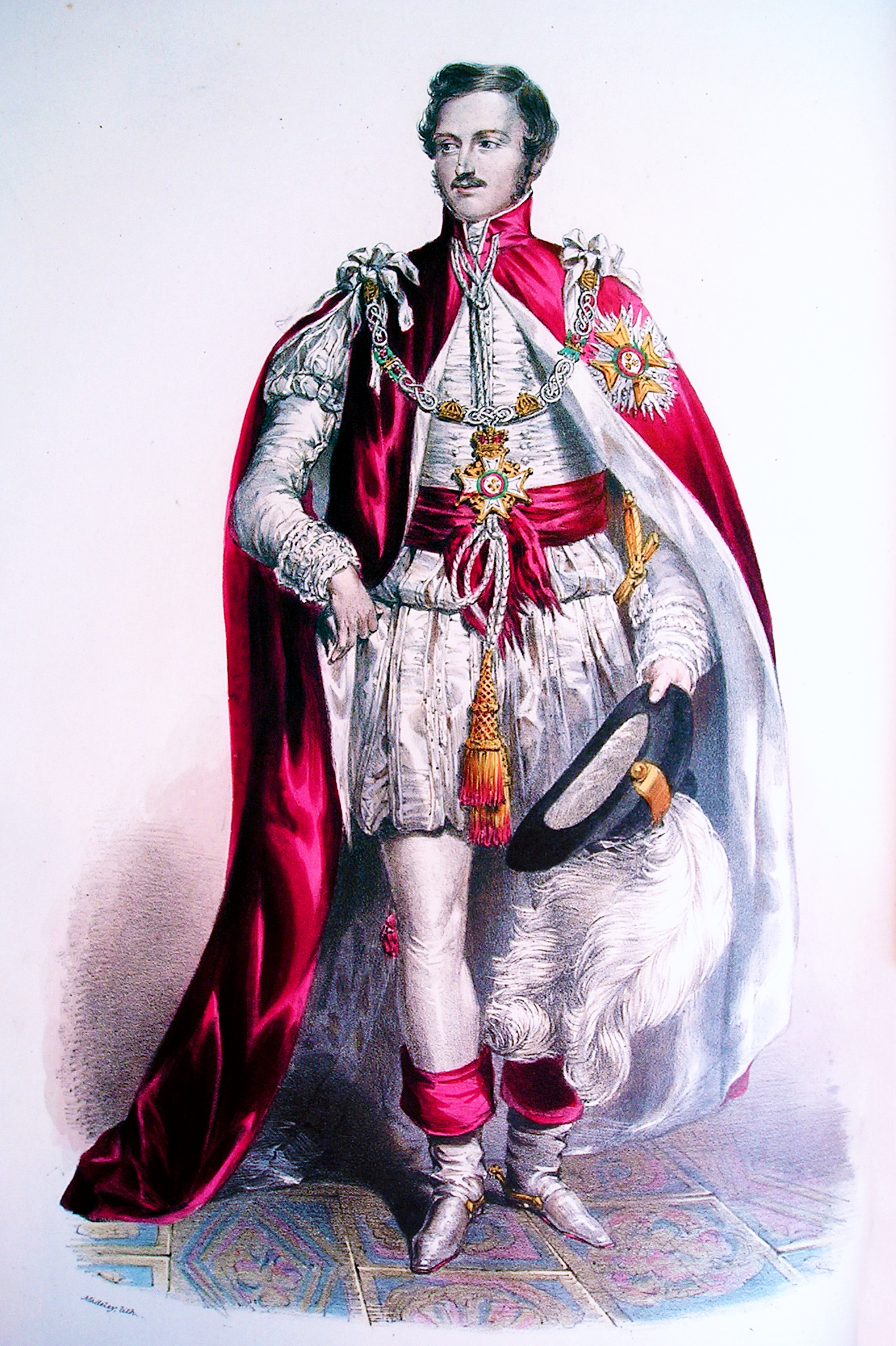
Actuellement, les chevaliers grand-croix portent leur manteau par-dessus leurs vêtements. Mais au XIXe siècle, comme ci-dessus, ils les portaient sur des imitations de vêtements du XVIIe siècle.

En 1847, la reine Victoria a émis de nouveaux statuts supprimant toute référence à un ordre exclusivement militaire. Simultanément au retrait du terme militaire du nom de l'ordre, celui-ci a ouvert les grades de chevalier commandeur et de compagnon aux fonctionnaires. Les divisions militaire et civile de l'ordre furent alors établies. De nouvelles limites numériques furent également imposées et les modifications réalisées en 1815 furent régularisées,. Les statuts de 1847 ont également aboli la totalité du rituel médiéval. Cependant, ils introduisirent une cérémonie formelle d'investiture, conduite par le souverain revêtu du manteau et de l'insigne de l'ordre, et à laquelle participent les officiers et le plus possible de grand-croix.
En 1859, une nouvelle modification des statuts a été réalisée, concernant principalement des questions financières. Avant cette date, l'insigne qui était délivré par la Couronne britannique, devait être rendu à la mort du récipiendaire (à l'exception des étrangers qui portaient un titre honoraire). Par ailleurs, les étrangers recevaient généralement une étoile en argent incrustée de diamants, alors que les membres ordinaires recevaient seulement une étoile brodée. La décision a été prise d'accorder une étoile en argent à tous les membres, sans exception, et que seul le collier devait être rendu à la mort du membre. L'État payait également des indemnités aux officiers de l'ordre pour les membres qui avaient été promus lors de la dernière guerre. Les indemnités furent abolies et remplacées par un salaire de même valeur. Les postes de généalogiste et de messager furent supprimés et ceux de greffier et de secrétaire fusionnèrent.

### LeXXesiècle
En 1910, après son accession au trône, George V ordonna le rétablissement de la cérémonie d'intronisation (probablement influencé par la première cérémonie d'intronisation de l'ordre de Saint-Michel et Saint-Georges, plus récent, qui eut lieu quelques années avant) et la construction d'une nouvelle chapelle pour l'ordre du Chardon en 1911. La cérémonie d'intronisation se déroula le 22 juillet 1913 dans la chapelle Henri VII,, et depuis elles se déroulent à intervalle régulier. Avant la cérémonie de 1913, la chapelle dut être modifiée afin de pouvoir accueillir le nombre important de membres. Un appel aux dons fut alors lancé auprès des membres et un reliquat apparut après la cérémonie. Un comité fut alors formé pour administrer le « Fonds de la Chapelle du Bain » (Bath Chapel Fund), et avec le temps, ce comité vu ses prérogatives s'étendre au-delà des tâches purement financières.
Une autre révision fut entreprise en 1925, pour consolider les 41 statuts additionnels qui ont été émis depuis la modification de 1859.
Les femmes furent admises au sein de l'ordre à partir de 1971. En 1975, la princesse Alice, une tante d'Élisabeth II, devint la première à accéder au plus haut rang, « dame grand-croix ». La princesse Alice (dont le nom de jeune fille était Lady Alice Douglas-Montagu-Scott) était une descendante directe du premier grand maître de l'ordre, et son mari, mort l'année précédente, avait également occupé ce poste.
Les fonctionnaires expérimentés, tels que les secrétaires permanents, et les membres importants des forces armées, comme les généraux, sont souvent promus au sein de l'ordre. Les fonctionnaires associés au Foreign Office, comme les ambassadeurs, sont généralement promus dans l'ordre de Saint-Michel et Saint-Georges.

## Composition
L'ordre est composé du souverain (actuellement le roi Charles III), du grand maître (actuellement William, prince de Galles) et de trois classes de membres:
- Chevalier grand-croix (GCB) ou dame grand-croix (GCB)
- Chevalier commandeur (KCB) ou dame commandeur (DCB)
- Compagnon (CB)

### Le souverain
Le monarque britannique est le souverain de l'ordre du Bain. À l'instar des autres ordres honorifiques (à l'exception de ceux qui sont des possessions personnelles), le souverain décide de toutes les promotions de l'ordre sur les conseils du gouvernement.

### Le grand maître
Le deuxième personnage le plus important de l'ordre est le grand maître. Dix personnes à la date ont tenu le titre :
- 1725 – 1749 : John Montagu 2e duc de Montagu[49]
- 1749 – 1767 : (vacant)
- 1767 – 1827 : Frederick, duc d'York et Albany
- 1827 – 1830 : Guillaume, duc de Clarence et de Saint-Andrews (futur roi Guillaume IV)
- 1830 – 1837 : (vacant)
- 1837 – 1843 : Augustus Frederick, duc de Sussex
- 1843 – 1861 : Albert, prince Consort[50]
- 1861 – 1897 : (vacant)
- 1897 – 1901 : Albert-Edouard, prince de Galles (le futur roi Édouard VII)[51]
- 1901 – 1942 : Arthur, duc de Connaught et Strathearn[52]
- 1942 – 1974 : Henry, duc de Gloucester[53]
- 1974 – 2022 : Charles, prince de Galles (le futur roi Charles III)[54]
- 2022 – 2024 : (vacant)
- depuis le 23 avril 2024 : William, prince de Galles[55].

À l'origine, un prince de sang royal, en tant que chevalier-compagnon principal, était second par ordre d'importance dans l'ordre. Ce poste a été fusionné à celui de grand maître dans les statuts de 1847. Le grand maître et chevalier principal est désormais soit un descendant de George Ier ou « un autre personnage exalté ». Il est responsable du sceau de l'ordre ainsi que de la bonne application des statuts.

### Les officiers
L'ordre a maintenant six dirigeants : le doyen, le roi d'armes, le greffier et secrétaire, le secrétaire adjoint, le généalogiste et le gentilhomme huissier de la verge écarlate.
Le poste de doyen est tenu par le doyen de Westminster. Le roi d'armes de l'ordre du Bain, autrement dit le responsable de l'héraldique, n'est pas membre du Collège d'armes, contrairement à beaucoup de hérauts. L'huissier de l'ordre est connu sous le nom de « gentilhomme huissier de la verge écarlate ». Contrairement à son homologue de l'ordre de la Jarretière, le gentilhomme huissier de la verge noire, il ne possède aucun rôle au sein de la Chambre des lords.
À l'origine, il y avait sept officiers qui recevaient des émoluments de la part des chevaliers compagnons lors de leur nomination, puis chaque année par la suite. Le poste de messager a été supprimé en 1859. Celui de généalogiste a été supprimé à la même époque, avant d'être restauré en 1913. Les postes de conservateur et de secrétaire ont formellement fusionnés en 1859, bien que les deux positions aient été occupées par une seule et même personne au cours du siècle précédent. Les postes d'officier d'armes et de secrétaire pour les chevaliers commandeurs et les compagnons ont été établis en 1815, puis abolis en 1847. Le poste de secrétaire a, quant à lui, été créé en 1925.
Sous le règne de la maison de Hanovre, certains des officiers étaient également détenteur d’une fonction héraldique. L’office du « Blanc Coursier Herald of Arms » (littéralement le héraut d'armes du Coursier Blanc) était rattaché à celui du généalogiste, celui du « Brunswick Herald of Arms » (héraut d'armes du Brunswick) à celui du Gentleman Usher, et le roi des armes du Bain était également fait roi des armes de Gloucester avec la juridiction sur l’héraldique du Pays de Galles. Ceci provient du fait qu’Anstis souhaitait donner davantage de sécurité financière aux détenteurs de ces sinécures. Les nominations pour les offices de l'ordre du Bain étaient à la discrétion du grand maître, alors que celles des positions héraldiques revenaient au souverain avec apposition du grand sceau et étaient des nominations à vie.

### Les membres

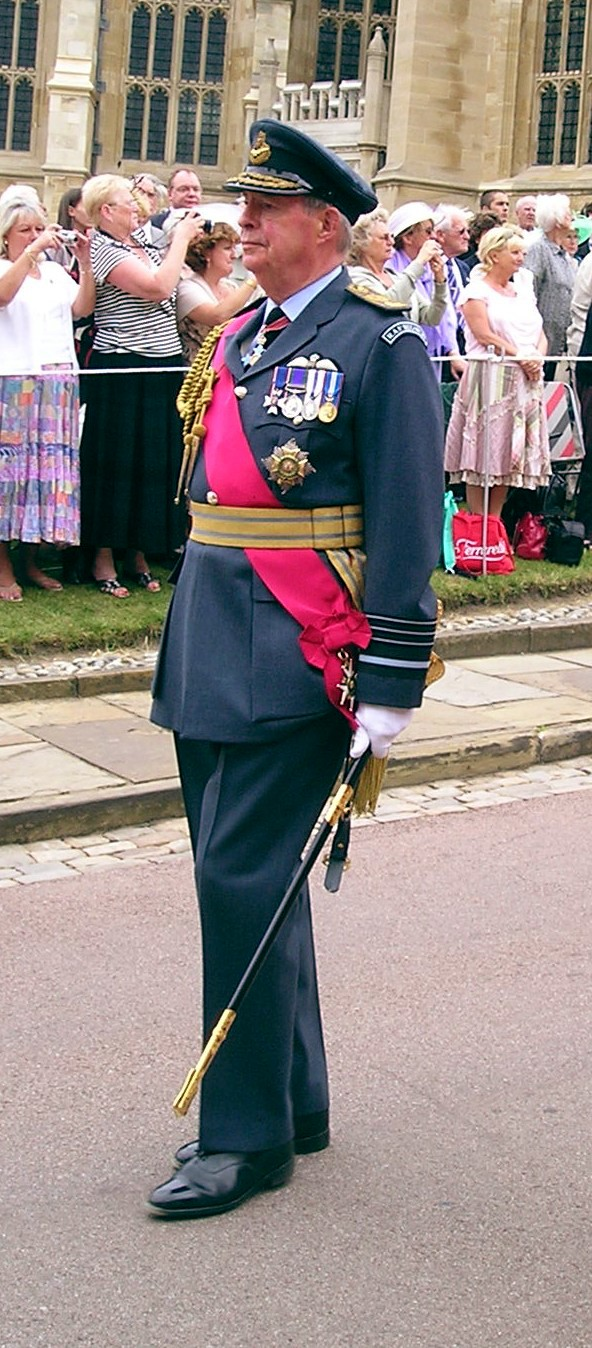
Sir Richard Johns portant l'étoile, le ruban et la plaque d'un chevalier grand-croix de l'ordre du Bain.

L'accès à l'ordre est réservé aux citoyens du Royaume-Uni et des pays du Commonwealth. Les membres de la division civile doivent « par leurs services à la couronne ou par la performance de leurs responsabilités publiques avoir mérité la faveur royale ». Les nominations au sein de la division militaire sont limitées par le rang militaire de la personne. Ainsi, les chevaliers grand-croix doivent avoir le rang de rear admiral, de major general ou de air vice-marshal. Les chevaliers commandeurs doivent avoir le grade de capitaine dans la Navy, de colonel dans l'Armée de terre ou chez les Marines, ou group captain dans la RAF. Les compagnons doivent être lieutenant commander, major ou squadron leader, et ils doivent par ailleurs avoir été mentionnés dans les dépêches en distinction pour leur position de commandement en situation de combat. Les officiers qui n'évoluent pas en première ligne (comme les ingénieurs ou les médecins) ne peuvent être nommés qu'en cas de service méritoire en temps de guerre.
Les personnes hors du Commonwealth peuvent accéder à l'ordre en tant que membres honoraires. La reine Élisabeth II a établi la coutume d'accorder le grade de grand-croix honoraire aux chefs d'État en visite officielle. C'est notamment le cas de Tito, Gustav Heinemann (en 1972), Ronald Reagan (en 1989), Lech Wałęsa (en 1991), Fernando Henrique Cardoso et George H. W. Bush (en 1993) et de Nicolas Sarkozy en 2008. Les généraux étrangers sont également souvent promus honorairement au sein de l'ordre. Cela a été le cas du général polonais Władysław Anders, vainqueur de Cassino en 1944, d'Alphonse Juin, de Dwight Eisenhower et Douglas MacArthur après la Seconde Guerre mondiale, de Norman Schwarzkopf et de Colin Powell après la guerre du Golfe. Un membre plus controversé de l'ordre, Robert Mugabe, a vu son cas étudié par un comité désigné par le Foreign Affairs pour lui retirer cette distinction en 2003, mais aucune action n'a été entreprise avant le 25 juin 2008 quand David Miliband, ministre des Affaires étrangères, a signalé la révocation de cette distinction.
Le nombre de membres dans chaque classe est fixé. L'ordre se compose ainsi de 120 chevaliers ou dames grand-croix (abrégé en GCB), 355 chevaliers ou dames commandeurs (respectivement KCB ou DCB) et de 1 925 compagnons (CB),.
Les membres honoraires ne sont pas décomptés des limites numériques de chaque classe. Par ailleurs, les statuts autorisent le souverain à dépasser les quotas imposés en temps de guerre ou de circonstances exceptionnelles.

## Les vêtements et le decorum

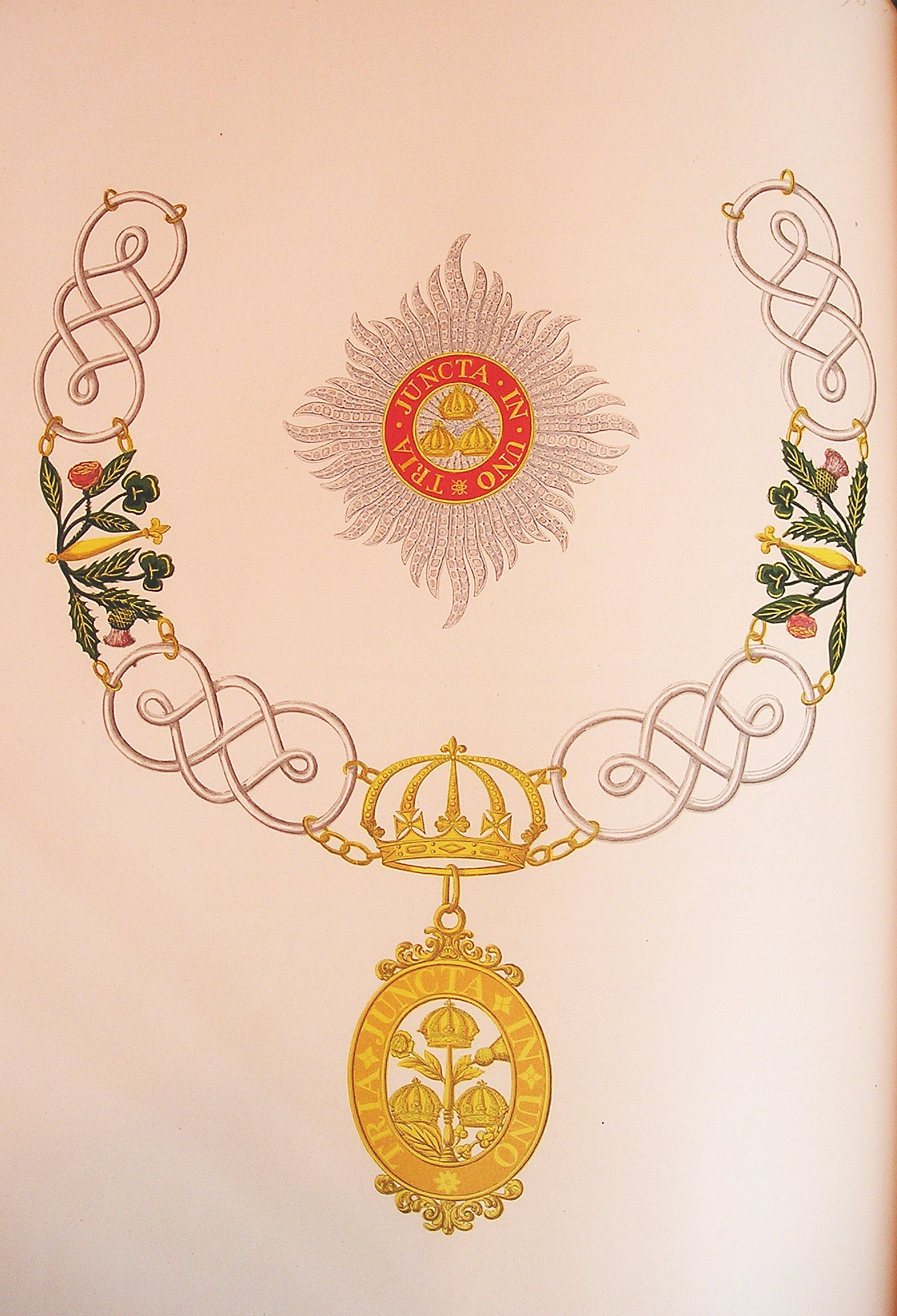
L’insigne d’un chevalier grand-croix de la division civile.

Les membres de l’ordre portent des costumes raffinés lors des cérémonies importantes (comme l’initiation qui a lieu tous les quatre ans ou les couronnements). Les attributs des chevaliers varient suivant leur rang :
- Le manteau, porté uniquement par les chevaliers et les dames grand-croix, est fait de satin cramoisi, rehaussé de taffetas blanc. Sur le côté gauche apparaît une représentation de l’étoile (voir ci-dessous). Le manteau est noué grâce à deux gros glands[79].
- Le chapeau, porté uniquement par les chevaliers et les dames grand-croix et commandeurs, est réalisé velours noir. Il est muni d’une plume sur le côté droit[80].
- Le collier, porté uniquement par les chevaliers et les dames grand-croix, est en or et pèse 933 grammes. Il représente les neuf couronnes impériales et huit ensembles de fleurs (des roses pour l’Angleterre, des chardons pour l’Écosse et le trèfle pour l’Irlande), reliés par dix-sept nœuds en argent[79].

Pour de moindres occasions, des insignes plus simples sont employés :
- L'étoile est portée uniquement par les chevaliers et les dames grand-croix et commandeurs sur la gauche de la poitrine. Son style varie suivant le rang et la division du porteur :
  - L'étoile de grand-croix militaire consiste en une croix de Malte surmontant une étoile d’argent à huit branches. Celle des commandeurs militaires est une croix pattée à huit branches en argent. Chacune présente en son centre les trois couronnes entourées d’un anneau rouge portant la devise de l’ordre en lettres dorées. Le cercle est flanqué de deux branches de laurier et est situé au-dessus d’une bannière portant les mots Ich dien (ce qui signifie « je sers », en ancien allemand) en lettres d’or[79].
  - L'étoile des grand-croix civils consiste en une étoile argentée à huit branche, sans croix de Malte. L’étoile des commandeurs civils est une croix pattée à huit branches en argent. Le design est identique à celui des étoiles militaires si ce n’est l’absence des branches de laurier et des mots Ich dien[79].

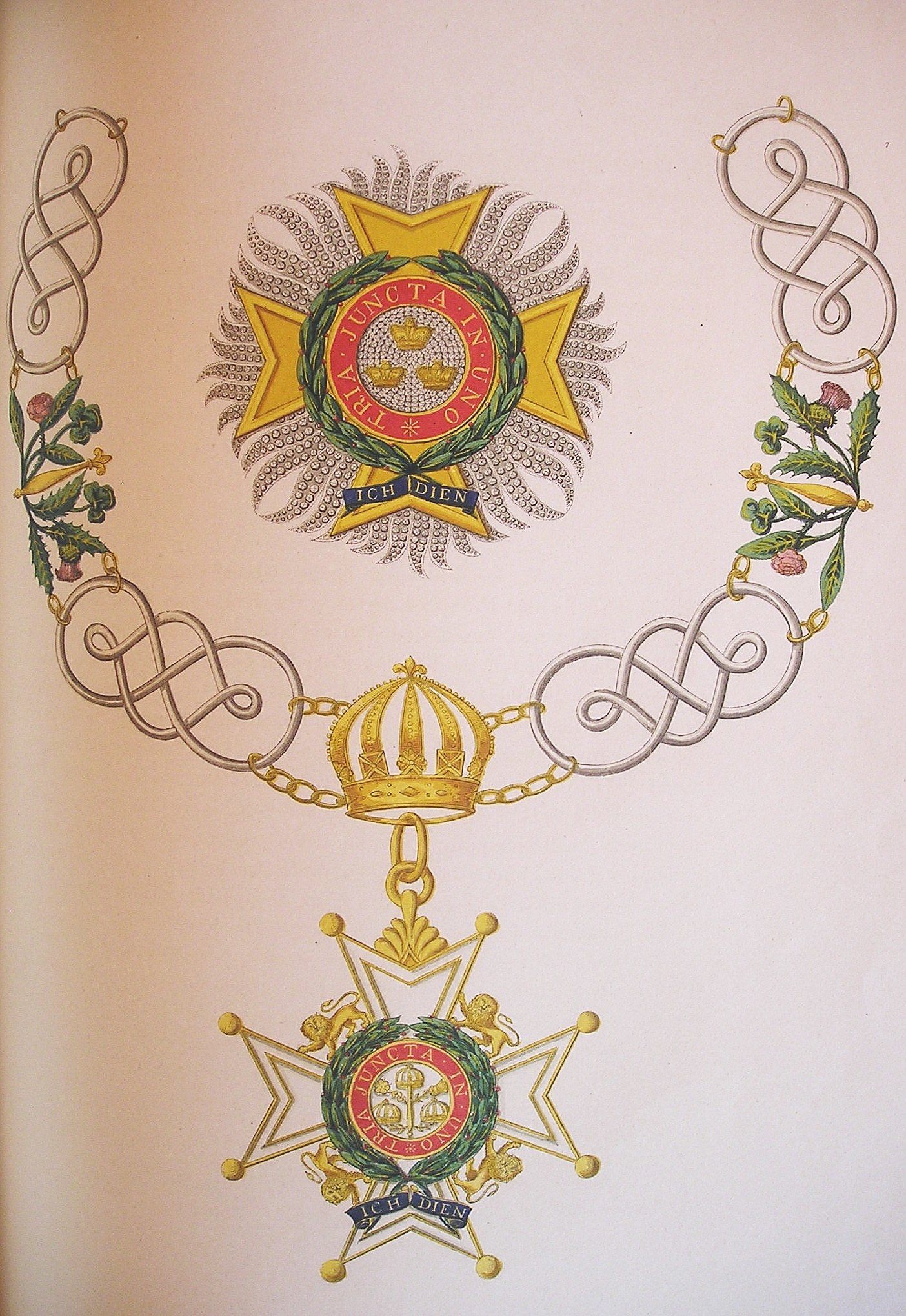
L’insigne d’un chevalier grand-croix de la division militaire.

- Le badge varie en design, en taille et dans la manière de le porter suivant le rang et la division. Celui des grand-croix est plus grand que celui des commandeurs, lui-même plus grand que celui des compagnons[81]. Cependant, ils sont tous suspendus pas un ruban cramoisi. Les grand-croix le portent sur un ruban ou une ceinture qui passe par l’épaule droite et la hanche gauche[79]. Les chevaliers commandeurs et compagnons portent le badge sur un ruban qui passe autour du cou. Les dames commandeurs et compagnons le portent au bout d'un nœud sur le côté gauche.
  - L’insigne militaire est une croix maltaise en or à huit points, émaillée de blanc. Chaque point de la croix est décoré par une petite boule dorée et une petite figure d'un lion est représentée dans chaque angle. Le centre de la croix est occupé par trois couronnes sur l'avers, et un rose, un chardon et un trèfle émanant d'un sceptre sur le revers. Les deux emblèmes sont entourés d'un anneau rouge sur lequel est inscrit la devise de l'ordre. Ceux-ci sont flanqués de deux branches de laurier, au-dessus d'un rouleau portant la mention  Ich dien  en lettres d'or[79].
  - L’insigne civil se présente sous la forme d'un ovale doré, contenant trois couronnes sur l'avers, et un rose, un chardon et un trèfle sortant d'un sceptre au revers. Les deux emblèmes sont entourés d'un anneau avec la devise écrite dessus[79].

Il arrive que le Souverain désigne certains jours comme des « jours du collier ». Les membres assistant à des événements peuvent alors porter le collier de l'ordre par-dessus leur uniforme militaire ou leur tenue de soirée. Quand le collier est porté, le badge y est suspendu.
À la mort des chevaliers et des dames grand-croix, le collier et le badge sont retournés à la chancellerie générale des ordres de chevalerie. Les autres insignes, eux, peuvent être conservés par les propriétaires.

## La chapelle

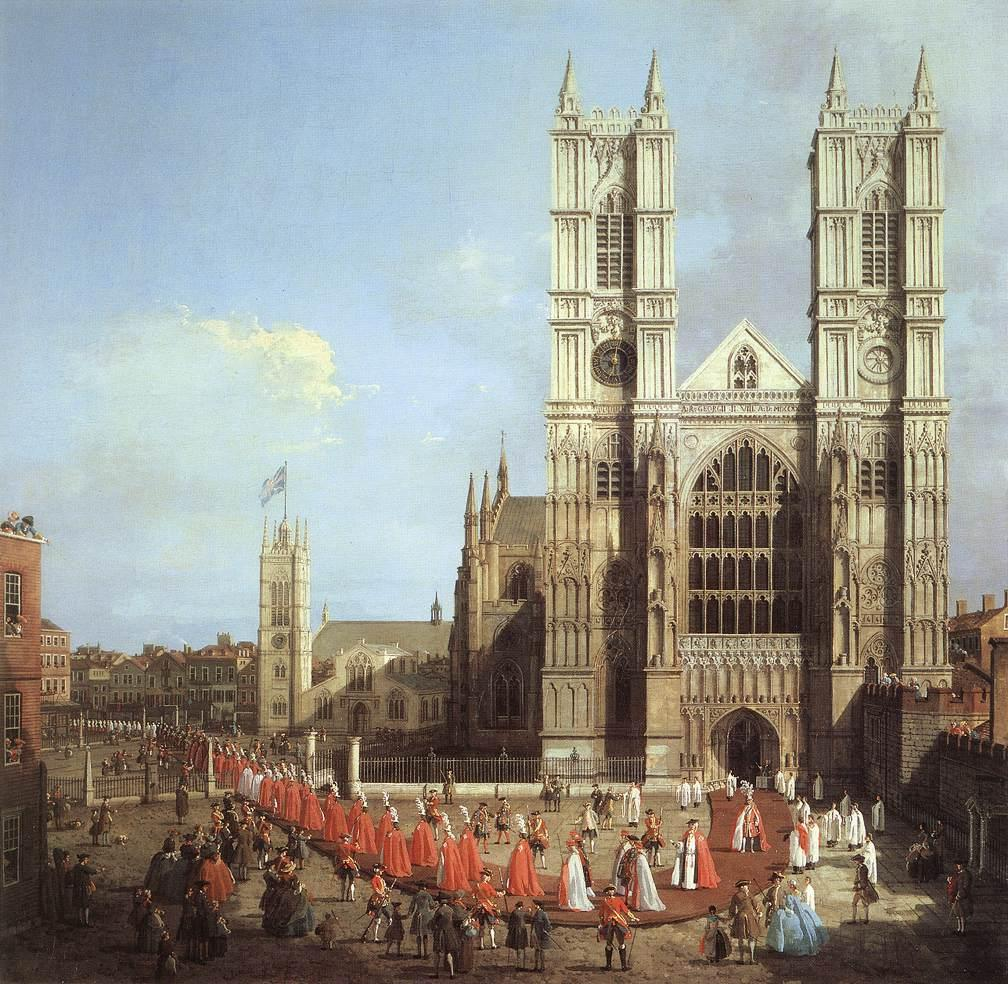
Abbaye de Westminster et une procession de chevaliers du Bain. (Œuvre de Canaletto, 1749).

La chapelle officielle de l’ordre est la chapelle Henri VII dans l’abbaye de Westminster. Tous les quatre ans, une cérémonie d’initiation présidée par le grand maître, ainsi qu’un service religieux se tient au sein de la chapelle. Le souverain n’assiste qu’à une cérémonie sur deux (soit tous les 8 ans) dont la dernière s’est déroulée en mai 2006. Une stalle est attribuée au Souverain et à chacun des chevaliers initiés dans le chœur de la chapelle. En raison du nombre limité de stalles dans la chapelle, seuls les plus anciens chevaliers et dames grand-croix ont la possibilité d’avoir ce privilège. Quand un chevalier grand-croix vient à décéder, la stalle est réattribuée automatiquement au chevalier grand-croix suivant par ordre d’ancienneté. Il faut toutefois noter que le successeur dans la stalle provient nécessairement de la même division (civile ou militaire) que le précédent occupant. Le temps d’attente entre l’admission au sein de l’ordre et l’attribution d’une stalle peut être très long. Ainsi, David Craig a été fait chevalier grand-croix en 1984 et n‘a été installé qu’en 2006.
Au-dessus de chaque stalle, le blason de l’occupant est apposé. Sa barre est perchée sur le pinacle de la stalle, décorée d'un rideau et complétée par son cimier. En vertu de la loi héraldique anglaise, à l’exception du monarque, aucune femme ne porte de barre ou de cimier. À la place, on utilise une petite couronne (le coronet ) en adéquation avec le rang de la dame (si elle est pair ou membre de la famille royale).
Au-dessus du cimier ou du coronet, la bannière héraldique du chevalier ou de la dame est accrochée et décorée avec ses armoiries. À une échelle beaucoup plus réduite, on trouve au dos de la stalle une plaque de laiton avec le nom de l’occupant, ses armes et la date de son admission dans l’ordre.
À la mort d’un chevalier, sa bannière, sa barre, son rideau et son cimier (ou son coronet) sont retirés. Cependant, les plaques de laiton ne sont enlevées et restent de façon permanente sur la stalle, de sorte qu’elles sont festonnées d’un registre des chevaliers de l’ordre qui s’y sont succédé à travers l’histoire.
Quand le grade de chevalier commandeur a été établi en 1815, les règlements intérieurs indiquaient qu'ils devraient également avoir une bannière et une plaque de laiton apposées dans la chapelle. Cette disposition n’a jamais été mise en application principalement à cause du manque de place, même si les statuts de 1847 donnent la possibilité aux trois classes de pouvoir faire la demande d’érection d’une plaque dans la chapelle avec leur nom, la date de nomination ainsi que l’écusson pour les deux classes les plus élevées.

## Préséance et privilèges
Une position dans l'ordre de préséance au trône est assignée à chaque membre de l'ordre du Bain. Les épouses des membres figurent aussi dans l'ordre de préséance. C'est le cas également des enfants de chevaliers grand-croix et des chevaliers commandeurs. En revanche, les proches des membres féminins n'ont pas le même privilège et n'apparaissent pas dans l'ordre de préséance. Généralement, les gens peuvent acquérir une préséance de leur père ou leur mari, mais pas de leur mère ou de leur femme.
Les chevaliers grand-croix et les chevaliers commandeurs peuvent faire précéder leur nom du préfixe « Sir ». De même, les dames grand-croix et les dames commandeurs peuvent ajouter « Dame » devant leur nom. Les femmes de chevalier peuvent ajouter le préfixe « Lady » à leur nom, mais il n'existe pas de privilège équivalent pour les maris des « dames ». Les chevaliers et les dames grand-croix utilisent les lettres post-nominales « GCB », les commandeurs, « KCB » ou « DCB » (suivant qu’ils sont respectivement chevalier ou dame), et les compagnons utilisent « CB ».
Les chevaliers et les dames grand-croix sont également autorisés à utiliser des supports héraldiques sur leurs armes. Par ailleurs, ils peuvent entourer leurs armes d'un cercle rouge portant mention de la devise avec l’insigne qui pend, ainsi que le collier qui apparaît soit autour soit au-dessus de ce dernier.
Les chevaliers et les dames commandeurs, ainsi que les compagnons peuvent afficher l'anneau, mais pas le collier, autour de leurs armes. L'insigne est figuré en suspension sur le collier ou l’anneau. Enfin, les membres de la division militaire ont la possibilité d’encadrer l'anneau avec deux branches de laurier sortant d'une bande de parchemin azur, sur lesquels sont inscrits les mots « Ich dien », comme sur l'insigne.

## Révocation
D’après les statuts de 1725, il est possible de révoquer un membre de l’ordre sous les motifs suivants : hérésie, haute trahison, ou la fuite d’un champ de bataille par lâcheté. Les chevaliers compagnons pouvaient alors être dégradés lors de la réunion suivante du Chapitre. Il était ensuite de la responsabilité du gentilhomme huissier de retirer la plaque de laiton de la stalle et de la jeter hors de la chapelle avec tous les « égards » dus à son infamie. Cependant, seulement deux personnes ont jamais été dégradées, à savoir Thomas Cochrane en 1813 et Eyre Coote en 1816. Dans les deux cas, il s’agissait davantage de raisons purement politiques que des motifs évoqués dans les statuts. Dès lors, Lord Cochrane a été rétabli dans son droit quelques années plus tard. Quant à Coote, il mourut seulement quelques années après sa révocation et n’a donc pas pu bénéficier d’une réparation.
Selon les statuts de 1847, signés par la reine Victoria, un membre « coupable de trahison, de crime, ou d'un quelconque délit infâme qui porterait préjudice à son honneur de chevalier, ou alors accusé sans avoir été jugé dans un délai raisonnable, sera dégradé de l'ordre par une ordonnance spéciale signée par le souverain ». Le souverain était alors le seul juge habilité à prendre une telle décision, et à le rétablir, le cas échéant.
La situation actuelle est que l'admission dans l'Ordre peut être rendue nulle et non avenue (l’entrée dans le registre est ainsi effacée) par une ordonnance signée de la main du souverain et scellée avec le sceau de l'ordre, sur les recommandations du ministre approprié. Il reste cependant possible de revenir sur cette annulation.

## Personnalités distinguées par l'ordre
- Robert Baden-Powell (1857-1941), chevalier commandeur de l'ordre du Bain
- François Achille Bazaine, général français, compagnon de l'ordre du Bain
- Louis Bernard (1864-1955), commandeur de l'ordre du Bain, général de division pendant la Première Guerre mondiale
- Sir Edward-Charles Blount (1809-1905), chevalier de l'ordre du Bain, financier et diplomate
- Georges Catroux, chevalier grand croix de l'ordre du bain, général d'armée
- Édouard de Castelnau, chevalier grand-croix de l'ordre du Bain, général d'armée
- Jacques Chirac, chevalier grand-croix de l'ordre du Bain, président de la République française
- François Hollande, chevalier grand-croix de l'ordre du Bain depuis le 5 juin 2014, président de la République française[93]
- Alphonse Juin, maréchal de France
- Ferdinand Foch, maréchal de France
- Jean de Lattre de Tassigny, maréchal de France
- Philippe Leclerc de Hauteclocque, maréchal de France
- Alfred Loewenstein (1877-1928), financier, milliardaire belge
- Paul Maistre, commandeur de l'ordre du Bain, général de division pendant la Première Guerre mondiale
- Robert Nivelle (1856-1924), chevalier grand-croix de l'ordre du Bain, général de division, commandant en chef des armées françaises en 1916-1917
- David Ochterlony (1777-1825), chevalier grand-croix de l'ordre du Bain, lieutenant-général de l'armée des Indes
- Nicolas Sarkozy, chevalier grand-croix de l'ordre du Bain, président de la République française
- Gaspard-Léonard Scrive (1815-1861), médecin inspecteur général français, compagnon de l'ordre du Bain
- Norman Schwarzkopf, chevalier grand-croix de l'ordre du Bain, général d'armée dans les Forces armées des États-Unis
- Keir Starmer, chevalier commandeur de l'ordre du Bain, Premier ministre britannique
- Étienne de Villaret, le 3 novembre 1915, général français de la Première Guerre mondiale
- Pierre des Vallières, général français de la Première Guerre mondiale, décoré par le général Douglas Haig

## Culture
Dans le film La Bataille du Rio de la Plata de Michael Powell et Emeric Pressburger (1956), une scène montre le commodore Harwood, devenu amiral, recevoir un télégramme lui annonçant sa nomination dans l'ordre du Bain[réf. souhaitée].